# 法蘭克·S·法利
法蘭克·S·法利（英語：Frank S. Farley，本名弗朗西斯·舍曼·「哈普」·法利（Francis Sherman "Hap" Farley）；1901年12月5日—1977年9月24日）是一名新澤西州大西洋縣的新澤西州參議員，他在地方和州級行使相當大的權力已有數十年。他曾有服務新澤西州議會34年的紀錄，並且在1940年代初至1970年代初是控制新澤西州大西洋城和大西洋縣政府的共和黨政治機器的「老大」。

## 傳記
法利出生於1901年12月1日，在大西洋城，是詹姆斯（James）和瑪麗亞（Maria Clowney）·法利的十個孩子中最小的一個。作為一個年輕人，隊友給他一個綽號「快樂」（"Happy"），隨著年齡的增長而被縮短為「哈普」（"Hap"）。他於1925年畢業於喬治城法律學院之前，曾在韋諾納軍事學院（Wenonah Military Academy ）和賓夕凡尼亞大學上學。

## 深入閱讀
- Johnson, Nelson. Boardwalk Empire, Medford, N.J., Plexus Publishing, 2002 ISBN 0-937548-49-9. Undoubtedly the best single source of information about Hap Farley.